# Succinaldehyd
Succinaldehyd ist eine chemische Verbindung aus der Gruppe der Aldehyde.

## Gewinnung und Darstellung
Succinaldehyd kann durch Reaktion von Distickstofftrioxid mit seinem Dioxim gewonnen werden. Es kann auch durch Ozonolyse von 1,5-Hexadien gewonnen werden.

## Eigenschaften
Succinaldehyd ist eine farblose Flüssigkeit mit stechendem, leicht süßlichem Geruch, die leicht löslich in Wasser ist. Sie neigt zur Polymerisation, besonders durch Wärme. Es reagiert wie ein typisches Dialdehyd und bildet mit Phosphorpentoxid, Ammoniak und Phosphorpentasulfid das zugehörige Furan, Pyrrol und Thiophen.

## Verwendung
Succinaldehyd wurde als Entwicklersubstanz in der analogen Fotografie verwendet. Es wirkt als Biozid und ist in Desinfektionsmitteln enthalten.